# Вениамин Лесбосский
Вениамин Лесбосский (греч. Βενιαμίν Λέσβιος), настоящее имя Василиос Георгантис (1759 или 1762, Пломари — 1824, Нафплион) — греческий математик, деятель новогреческого Просвещения, член Филики Этерия и участник национально-освободительной войны.

## Биографические сведения
Вениамин Лесбосский родился в Пломари, втором по значению и величине городе острова Лесбос. Его светское имя — Василий, сын Иоанна Георгантиса. В возрасте 17 лет отправился к брату матери, который был рукоположен монахом и настоятелем на Святой горе Афон. Там он начал обучение в школе Иоанна Иконому, а в следующем году продолжил обучение на Патмосе. В 1786 отправился в Хиос, где также продолжал обучение.
В 1789 году он вернулся на Афон, а затем Кидоний (современный Айвалык), теперь уже сам преподавал в школе Иконому. В 1890 году он отправился учиться за границу в Пизу и Париж. В Париже он встретился с Адамантиосом Кораисом и другими греческими учеными, и писал статьи в журнале «Логиос Эрмис». После окончания учебы жил некоторое время в Англии.
В 1799 году он вернулся в Кидоний и снова преподавал в школе курсы философии, математических, астрономических знаний и экспериментов. Благодаря своему педагогическому таланту быстро завоевал высокую репутацию, это вызвало интерес со стороны церкви и как результат обвинение в безбожии. Однако продолжал преподавать в 1812 году. В том же году он отказался от предложения преподавать в Патриаршей академии в Константинополе, а в 1817 году принял предложение в реорганизации академии в Бухаресте.
Во время своего пребывания в Валахии, а именно в Яссах, он вступил в тайное общество Филики Этерия. В 1820 году он преподавал в Евангельской школе Смирны. С началом греческой революции и после резни, учинённой турками в Кидониесе (см. Резня в Кидониесе) вместе с оставшимися в живых жителей города был вывезен греческим флотом в материковую Грецию, где помогал собирать боеприпасы для ведения борьбы. Он служил членом Пелопоннесского Сената и принял участие в Первом Национальном собрании в Эпидавре 1821 года и Второй Национальной Ассамблее в Астросе 1823 года. В 1822 году он стал членом резиденции Эгейского моря. Умер в 1824 году в Нафплионе.

## Основные работы
- Στοιχεία Αριθμητικής
- Γεωμετρίας Ευκλείδου Στοιχεία
- Στοιχεία της Μεταφυσικής
- Στοιχεία Φυσικής
- Στοιχεία Άλγεβρας
- Στοιχεία Ηθικής
- Τριγωνομετρία